# つくものがたり
『つくものがたり』は、フリューから2011年1月27日発売されたPlayStation Portable用ゲームソフト。

## 登場人物
石神 優斗（いしがみ ゆうと）
芸能科二年、主人公。
正義感は人並みに持っているが表に出さないこともあって回りに伝わらずクラスの中では「空気」状態。皆見に新校舎から突き落とされた際に妖を見る能力が目覚め、アヤカから半ば無理矢理「妖対策室」の一員として戦わされる事になる。
お人好しだが無気力で優柔不断な性格のため、面倒事を押し付けられたり、あらぬ誤解を受けたりと苦労が絶えない。
クタベ
声 - 加藤英美里
石神の携帯の中に棲んでいる「付喪神」。花魁言葉で話す妖精のような姿をしており、その声は石神とアヤカ以外には聞こえない。いわく、札に描いたらご利益がある存在。
ディニーに惚れており、彼を見かけるごとに「ディニー様〜」とはしゃいでいる。後述の安部程ではないがかなりの俗物。
作中誰よりプレイヤーに近い存在であり続けたが、物語終盤にてその正体が露呈する。
安倍 彩香（あべ あやか）
声 - 小林ゆう
芸能科担任
石神を「妖対策室」に引き込んだ張本人。女王様気分を味わいたくて教師をやっているという最低最悪の人物。自分のことを名前で呼ばせているが、これは結婚した姉が簡単に苗字を変えてしまったため。かなりの俗物。
妖対策室の正規メンバーを名乗っているが、石神にクタベを託して以降は妖の調査・退治に至るまで彼に丸投げしている状態。また、そのために行事や授業への出席が疎かになっている石神を率先して非難するなど理不尽で大人気ない振る舞いが目立つ。
一方で石神以外の生徒には面倒見の良い一面を見せており、伊狩や遠野にも信頼されている。
皆見 遙香（みなみ はるか）
声 - 堀江由衣
芸能科二年
怪我のために新体操を諦め、スポーツ科から芸能科に移籍してきた少女。冒頭で妖に取り憑かれ、石神が能力に目覚めるきっかけとなった。図らずも自分を救った石神には少々特別な感情を抱いており、全幅の信頼を寄せている。
真面目で努力家の正統派美人で、学園のアイドル的な扱いを受けているが、本人は特別扱いされることを良く思っていない。芸能科に移籍後、石神のアドバイスを受けダンス部に入部する。
芯の強い一面もあり、言うべき事はハッキリ言うタイプ。スポーツ科の遠野朔美とは親友同士だが、思い込みから石神を敵視する彼女に辛辣な言葉を浴びせた事もある。
伊狩 恵美奈（いかり えみな）
声 - 釘宮理恵
芸能科二年
クラスの優等生。何でも広く浅くそつなくこなすが特別秀でたものは無い。寮の中と外では性格が豹変しており、寮内の温和な性格は「恵美（笑み）モード」寮外の堅物な性格は「伊刈（怒り）モード」と影で呼ばれている。石神に好意を持っているらしく彼に対する接し方は文字通り両極端であり、香山から指摘されることもある。本人も気持ちに整理が付いていないようである。
倉科 珠希（くらしな たまき）
声 - 田村ゆかり
芸能科一年
ある家元の娘で三味線が得意な新入生。桃色のパーカーが特徴。
石神に想いを寄せているのだが、無邪気で押しの強い性格のため彼を辟易させることもしばしば。香山を「お姉さま」と慕っており、彼女からは「タマちゃん」と呼ばれ可愛がられている。
伊東 博嗣（いとう ひろし）
声 - 中村悠一
スポーツ科二年
剣道部に所属する石神の親友。熱い性格で軟弱者は嫌いだがそれを理由に差別はしない。地味なタイプが好みで、中盤以降七尾と親密になる。
以前は石神に助けられっぱなしだったらしく、やや融通がきかない性格ながら、誰よりも石神を信頼している。
物語の序盤、ディニーとある危険な行為を行うのだが、多数の見物人がいたにもかかわらず学園から問題視された様子はない。
古森 賢児（こもり けんじ）
声 - 下野紘
芸能科二年
石神の悪友。見た目こそ不良だが実際は軟派な口先番長。噂話と女の子にしか興味が無く、寮の女子部屋を覗こうとするなど日常茶飯事。トラブルを起こすことに石神を巻き込み、彼に責任転嫁するなど、石神の不満の原因の一つになっている（本人は友情だと思っている模様）。
ルートによっては、悲惨な末路を辿ることになる。
成瀬 茜（なるせ あかね）
声 - 竹達彩奈
特進科二年
成績優秀で授業の出席を免除されている秀才。勉強だけでなく食事も部屋で済ませるためほとんど外に出たことが無く、知り合いがほとんどいないため、偶然知り合った石神以外に親しい人物がいない。以前アイドルのオーディションを受けて最終選考まで残ったが、親の反対を受けて落選したことがあるという。
香山 怜央（かやま れお）
声 - 悠木碧
芸能科二年
石神の同級生。人見知りが激しく、特に男性全般を苦手としている。ポソポソと囁く様な口調で話す。古い人形が好きで、倉科と共に文楽部を作ろうと活動している。倉科からは「お姉さま」と呼ばれている。
藤間 しのぶ（ふじま -）
声 - 井上麻里奈
特進科三年
生徒会長を務めるほんわか天然ボケキャラ。間延びした話し方が特徴だが皆がひれ伏すほどのオーラの持ち主であり、実務能力も高いので教師からも一目置かれている。石神のことを「ご意見番さん」と呼んでいる。学校内に親衛隊がいる。
遠野 朔美（とおの さくみ）
声 - 佐藤利奈
スポーツ科二年
抜群のプロポーションを誇る高飛び込みの選手で、練習中は数多くの男子が見物（というか野次馬）にくる。皆見とは仲が良く、芸能科に移った後も親しくしている。思い込みが激しい。
竜岡 勇一（たつおか ゆういち）
声 - 杉田智和
芸能科二年
素肌にブレザーという出で立ちですごす熱血格闘バカ。旧職員室を勝手に自分のトレーニングルームとして使っている。攻撃的で周囲の意見を聞かず身勝手で独善的な性格をしており、何事も自分が正しいと信じて疑わない究極の愚か者。しかしその性格故か、お人好しでおだてに弱い。
富樫 薫（とがし かおる）
声 - 代永翼
芸能科一年
歌舞伎役者の家に生まれ女形を務める後輩。芸名の「銀丞」にちなんで「ぎんちゃん」と呼ばれる。自己主張に乏しく、登場してからしばらくの間名前が明かされなかった。
那岐 千尋（なぎ ちひろ）
声 - 喜多村英梨
芸能科二年
超テキトーな態度の今時のビッチ系女子高生。惚れやすく飽きっぽい性格。ゴミ。
七尾 耀子（ななお ようこ）
声 - 能登麻美子
芸能科二年
花好きで校内の花壇を一人で世話しており、茶道部と華道部を合わせた「サカ道部」という部活を一人で続けている。普段はメガネを掛けているが素顔は美少女の域。伊刈や香山と仲が良く、文楽部設立を目指す香山に石神を進めている。他者に対しては基本的に敬語。
長谷部 美那子（はせべ みなこ）
声 - 小清水亜美

紫藤 弓香（しどう ゆみか）
声 - 三森すずこ
芸能科二年
校内の情報に詳しい同級生。しかし登場する際の立ち位置が安定せず、美術部や水泳部に交じってると思えば、生物部立ち上げを宣言したり、日本舞踊を踊ったり、成瀬の部屋の掃除のおばちゃんだったりと、様々な場所で様々なことをやっている。石神いわく「一体何者なんだ？」。石神の秘蔵写真を撮り貯めている模様。
ディニー・ウィリアムズ
声 - 櫻井孝宏
芸能科二年
イギリスの演劇学校から来た交換留学生。趣味はゴルフ。金髪で碧眼、長身の美少年のため芸能科に来て間もなく人気者になる。
いかにも英国紳士といった爽やかな好青年だが、石神の行く先々に姿を見せ意味深な発言をするため、石神から警戒されている。
奥原 佳人（おくはら よしと）
声 - 平川大輔
養護教諭
巧みな話術で生徒の悩みを解決する、若い養護教諭。優男風の見た目に反して頑固な性格であり、保健室の不適切な利用は許さない。
生徒とのコミュニケーションのため学校内の「噂」を集めており、彼に噂を提供することで強力な言霊や憑代のヒントが貰える。
実は修藝館高校の生徒の中に許嫁がいる。
白沢 行輝（しらさわ ゆきてる）
声 - 遊佐浩二
中盤から登城する新任教師。所々不審な行動が目立ち、事あるごとに優斗を追い回す。

## Webラジオ
『つくものがたり〜あやかし放送局〜』のタイトルで、HiBiKi Radio Stationで2010年10月13日から2011年4月6日まで毎週水曜日に配信された。パーソナリティは加藤英美里（クタベ役）、三森すずこ（紫藤弓香役）、橘田いずみ、有野いく。

## 漫画版
『電撃マオウ』にて2010年12月号から連載された。作画は桃雪琴梨。